# Thomas Robins (Erfinder)

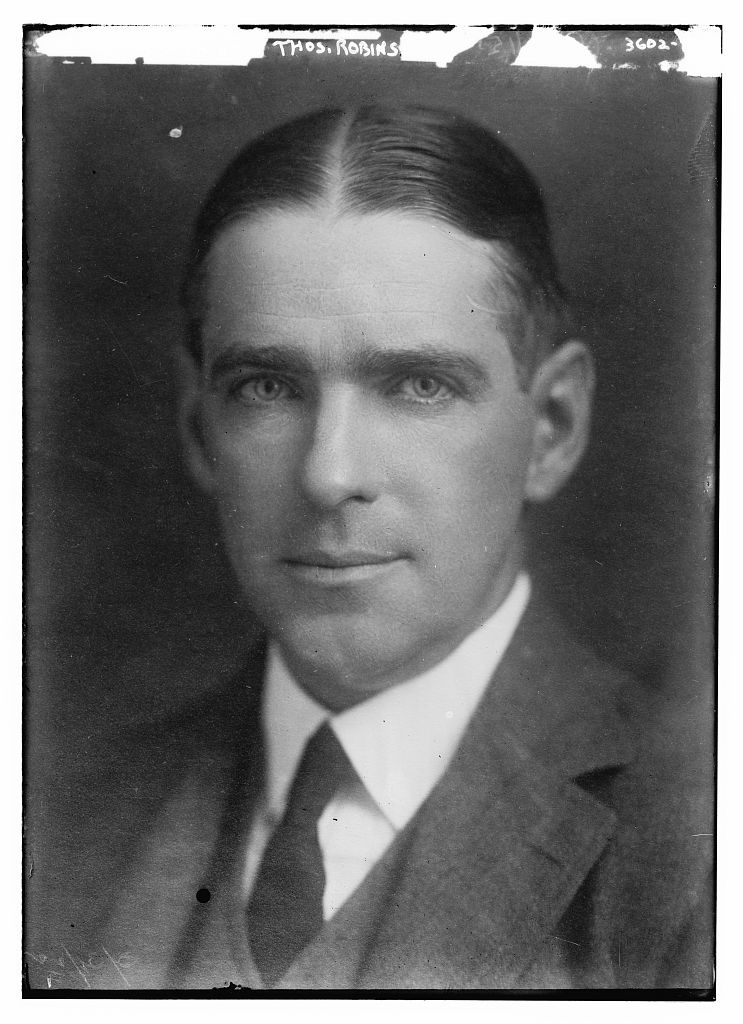

Thomas Robins jr. (1. September 1868 in West Point – 4. November 1957) war ein amerikanischer Erfinder und Unternehmer.

## Leben
Robins studierte an der Princeton University.
1891 begann er mit der Entwicklung eines Förderbandes zum Transport von Kohle und Erz für Thomas Edison und dessen Edison Ore-Milling Company in Ogdensburg, New Jersey. Sein Förderband gewann den Hauptpreis auf der Pariser  Weltausstellung 1900 sowie erste Preise auf der Pan-American Exposition und der Saint Louis Exposition.
Auf der Grundlage seiner Erfindung gründete er die Robins Conveying Belt Company und die Robins New Conveyor Company (jetzt ThyssenKrupp Robins). 1915 wurde Robins als eines der Gründungsmitglieder in das Naval Consulting Board berufen.